# 峨眉冬青
峨眉冬青（学名：Ilex omeiensis）为冬青科冬青属的植物，是中国的特有植物。分布在中国大陆的四川等地，生长于海拔500米至1,500米的地区，常生长在山坡混交林内，目前已由人工引种栽培。